# Intouchables
Intouchables (onaanraakbaren of ongenaakbaren) is een Franse film uit 2011 van het regisseursduo Olivier Nakache en Éric Toledano. De film vertelt het waargebeurde verhaal van een geheel verlamde aristocraat (gespeeld door François Cluzet) die een vriendschap opbouwt met zijn uit de banlieue afkomstige verzorger (gespeeld door Omar Sy). De film is gebaseerd op het autobiografische boek Le Second Souffle van Philippe Pozzo di Borgo.

## Samenvatting
De film vertelt het verhaal van Philippe, een vrijwel geheel verlamde aristocraat op leeftijd, en Driss, een jonge ex-delinquent uit de banlieue van Parijs, en de bijzondere vriendschap die ontstaat tussen deze twee.
Wanneer de film begint, is Philippe op zoek naar een nieuwe verzorger. Verschillende sollicitanten zijn al de revue gepasseerd, tot Driss binnenstormt. Hij is beslist niet uit op de baan, maar heeft de handtekening voor zijn afwijzing nodig, als bewijs dat hij gesolliciteerd heeft, zodat hij een uitkering kan aanvragen. Philippe ziet echter wel iets in hem, en daagt hem uit om als verzorger in dienst te komen en bij hem in te komen wonen. Driss, die net uit de gevangenis is ontslagen en door zijn hevig teleurgestelde alleenstaande moeder het huis uitgestuurd is, kan wel wat woonruimte gebruiken en gaat zodoende de uitdaging aan. Dit doet Driss echter op zijn eigen, onconventionele wijze. Philippe beschouwt het als een verademing om eens niet als zielige zieke man benaderd te worden, maar als persoon. De twee mannen groeien geleidelijk aan naar elkaar toe en er ontstaat een hechte vriendschap tussen de twee. Driss laat Philippe genieten van het leven, zet het huis bij tijd en wijle op stelten, en leert Philippe hoe hij zijn zestienjarige puberdochter weer in het gareel moet krijgen.
Dan duikt het jongere broertje van Driss ineens op in de villa van Philippe. Hij heeft zich flink in de nesten gewerkt. Philippe en Driss realiseren zich dat het (grote) gezin van Driss' moeder eigenlijk misschien nog wel meer gebaat is bij de goede zorgen van Driss. En zo scheiden hun wegen: Driss keert terug naar zijn moeder, en Philippe regelt een nieuwe verzorger. Het leven van Driss en zijn familie krijgt een positieve wending na zijn terugkeer, en Driss vindt een baan als koerier. In de tussentijd kwijnt Philippe weg bij zijn nieuwe verzorger, die hem niet als mens, maar als zielige patiënt beschouwt.
Driss hoort dat het slecht gaat met zijn vriend, en besluit toch nog een keer terug te komen. Hij neemt Philippe mee in een van de snelle sportwagens die er op zijn landgoed staan en brengt hem naar een hotel aan de kust. Daar blijkt Driss een date geregeld te hebben met Eléonore, een vrouw met wie Philippe al maanden schreef, maar die hij nooit zelf durfde te ontmoeten.

## Rolverdeling
- François Cluzet: Philippe, de man in de rolstoel
- Omar Sy: Driss, de verzorger van Philippe,
- Anne Le Ny: Yvonne
- Audrey Fleurot: Magalie, de secretaresse en tevens de beste vriendin van Philippe
- Alba Gaïa Kraghede Bellugi: Élisa, de dochter van Philippe
- Clotilde Mollet: Marcelle
- Joséphine de Meaux: Nathalie Lecomte

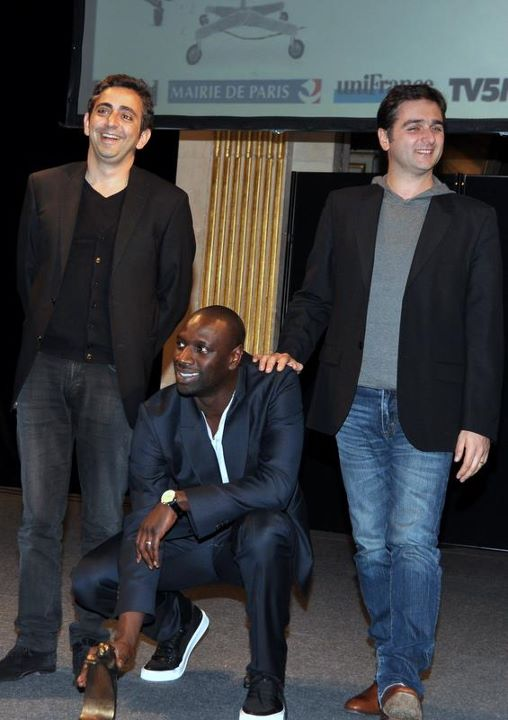
De cast bij de Prix Lumières (2012)

- Cyril Mendy: Adama
- Christian Ameri: Albert

## Titelverklaring
Intouchables is het Franse woord voor de onaanraakbaren, de dalits die in met name India buiten het kastenstelsel staan. Deze groep 'waardelozen' wordt gediscrimineerd en buitengesloten. Alles wat ze aanraken is onrein en wordt door iedereen vermeden. De film kan gezien worden als aanklacht tegen hoe de westerse wereld omgaat met vluchtelingen en andere immigranten enerzijds en de betutteling waarmee fysiek gehandicapten te maken krijgen. De ongenaakbaren in de film, zowel de « werkloze immigrant » als de « zielige invalide », slagen er samen in om de vooroordelen die ze over zichzelf hebben, door hun vriendschap van zich af te schudden.

## Bezoekers
De film was in Frankrijk in 2011 de meest bekeken film en was ook in 2012 nog met 19 miljoen bezoekers een van de best bezochte films.
Daarna kwam de film uit in Duitsland waar (meer dan 8 miljoen mensen bezoekers), in België (meer dan 1 miljoen) en Zwitserland (15 weken op nummer 1).

## Filmmuziek
Van de film werd ook een muziekalbum uitgebracht. Naast 'Una Mattina' en 'Fly', nummers van de Italiaanse componist Ludovico Einaudi, bevat het album ook nummers van Omar Sy, Earth, Wind & Fire, George Benson en Nina Simone. Op 23 december 2011 werd het album uitgebracht. Nadat de film in de Nederlandse bioscopen ging draaien kwam het album op 14 april 2012 op de 64ste plaats binnen in de Nederlandse Album Top 100.
De soundtrack van de film scoort ook steevast hoog in de Nederlandse Filmmuziek Top 200 van NPO Klassiek: op nummer 11 in 2024 en op 12 in 2025.

## Trivia
- De film werd grotendeels opgenomen in Hôtel d'Avaray, de ambtswoning van de Nederlandse ambassadeur in Frankrijk;
- De beide hoofdrolspelers hebben allebei ook in een film gespeeld met de titel Chocolat, maar wel in verschillende films: Chocolat (1988)[3] en Chocolat (2016).